# Керувальна послідовність
Керувальні си́мволи (англ. Control characters) — елементи кодування символів, які не відображаються графічно, але використовуються для керування пристроями, організації пересилання даних й інших цілей.

## Керувальні символиASCII
| Десятк. номер | Шістнадцятк. номер | Англійська назва                              | Українська назва                                | Кла- віші | Escape- послі- довність | Призначення |
| ------------- | ------------------ | --------------------------------------------- | ----------------------------------------------- | --------- | ----------------------- | --- |
| 0             | 00                 | NULL                                          | порожній символ                                 |           | \0                      | Цей символ не виконує дій. Деякі термінали зображують його як пробіл, але це неправильно. Часто NULL використовують для позначення кінця ланцюжка символів (наприклад, в мові C). |
| 1             | 01                 | START OF HEADING                              | початок заголовка                               | ^A        |                         | Перший символ заголовка. |
| 2             | 02                 | START OF TEXT                                 | початок тексту                                  | ^B        |                         | |
| 3             | 03                 | END OF TEXT                                   | кінець тексту                                   | ^C        |                         | При введенні з терміналу зазвичай інтерпретується як сигнал переривання. |
| 4             | 04                 | END OF TRANSMISSION                           | кінець передачі                                 | ^D        |                         | При введенні з терміналу зазвичай інтерпретується як кінець вводу даних. Якщо поточна програма брала дані з терміналу, то вона завершується, як тільки обробить усе, що було до символу ^D. |
| 5             | 05                 | ENQUIRY                                       | запит                                           | ^E        |                         | Використовувався в телетайпному зв'язку. У відповідь передбачалося одержати ідентифікаційний рядок віддаленого апарата. |
| 6             | 06                 | ACKNOWLEDGE                                   | підтвердження                                   | ^F        |                         | У телетайпному зв'язку — позитивна відповідь (ACK) на запит (ENQ) |
| 7             | 07                 | BELL                                          | звуковий сигнал                                 | ^G        | \a                      | Якщо цей символ послати на принтер або на термінал, то нічого не надрукується, але прозвучить сигнал |
| 8             | 08                 | BACKSPACE                                     | повернення на крок                              | ^H        | \b                      | Переміщає позицію курсора на один символ назад та стирає попередній символ якщо він існував |
| 9             | 09                 | CHARACTER TABULATION                          | горизонтальна табуляція                         | ^I        | \t                      | Переміщає позицію курсора до наступної позиції горизонтальної табуляції |
| 10            | 0A                 | LINE FEED                                     | зміна рядка                                     | ^J        | \n                      | Переміщає позицію курсора на один рядок униз. В юніксовських текстових файлах розділяє рядки |
| 11            | 0B                 | LINE TABULATION                               | вертикальна табуляція                           | ^K        | \v                      | Переміщає позицію курсора до наступної позиції вертикальної табуляції. На терміналах цей символ звичайно еквівалентний зміні рядка |
| 12            | 0C                 | FORM FEED                                     | зміна сторінки                                  | ^L        | \f                      | Якщо терміналом є принтер, цей символ примусово завершує друк на поточній сторінці (іншими словами, після цього символа друк розпочинається на новій сторінці). Якщо це екран, він очищується. |
| 13            | 0D                 | CARRIAGE RETURN                               | повернення каретки                              | ^M        | \r                      | Переміщує позицію друку в крайнє ліве положення. В текстових файлах комп’ютерів Macintosh розділяє рядки. В CP/M, MS-DOS Microsoft Windows для розділення рядків у текстових файлах використовується сполучення символів \r\n |
| 14            | 0E                 | SHIFT OUT                                     | режим національних символів                     | ^N        |                         | В KOI-7 включає національний режим. На деяких принтерах включає режим символів подвійної ширини. |
| 15            | 0F                 | SHIFT IN                                      | режим звичайного ASCII                          | ^0        |                         | В KOI-7 включає латинський режим. На деяких принтерах включає режим вузьких символів |
| 16            | 10                 | DATA LINK ESCAPE                              | ???                                             | ^P        |                         | Означає, що певна кількість наступних за ним символів мають якесь інше значення, відмінне від того, котре визначено в ASCII (див. також 1B). Наприклад, послідовність байтів 01 10 01 04 може означати заголовок, що містить лише одну команду «1»; тобто 10 використовується для позначення, що другий символ 01 не є початком заголовка. |
| 17            | 11                 | DEVICE CONTROL ONE, XON                       | 1-й код керування пристроєм                     | ^Q        |                         | Символ XON, що застосовується при програмному керуванні потоком передачі даних |
| 18            | 12                 | DEVICE CONTROL TWO                            | 2-й код керування пристроєм                     | ^R        |                         | |
| 19            | 13                 | DEVICE CONTROL THREE, XOFF                    | 3-й код керування пристроєм                     | ^S        |                         | Символ XOFF, що застосовується при програмному керуванні потоком передачі даних |
| 20            | 14                 | DEVICE CONTROL FOUR                           | 4-й код керування пристроєм                     | ^T        |                         | |
| 21            | 15                 | NEGATIVE ACKNOWLEDGE                          | негативне підтвердження                         | ^U        |                         | У телетайпному зв'язку — негативна відповідь (NACK) на запит (ENQ) |
| 22            | 16                 | SYNCHRONOUS IDLE                              | порожній символ для синхронного режиму передачі | ^V        |                         | Деякі лінії зв'язку влаштовані так, що вимагають безперервної передачі даних. Якщо передавати нема чого, то передають цей символ |
| 23            | 17                 | END TRANSMISSION BLOCK                        | кінець блоку даних                              | ^W        |                         | |
| 24            | 18                 | CANCEL                                        | скасування                                      | ^X        |                         | Дані, які йдуть перед ним, некоректні. (Звичайно мова йде про один рядок) |
| 25            | 19                 | END OF MEDIUM                                 | кінець носія                                    | ^Y        |                         | |
| 26            | 1A                 | SUBSTITUTE                                    | символ заміни                                   | ^Z        |                         | Ставиться на місці символів, значення яких були загублені при передачі. В CP/M MS-DOS використався для позначення кінця текстових файлів і кінця введення із консолі даних (хоча логічніше було б використати символ ^C або ^D). Багато текстових редакторів для MS-DOS автоматично ставили наприкінці файлу ^Z                            |
| 27            | 1B                 | ESCAPE                                        | ???                                             | ^[        |                         | Означає, що наступні за ним символи мають якесь інше значення, відмінне від визначеного в ASCII. Зазвичай починає керувальні послідовності |
| 28            | 1C                 | INFORMATION SEPARATOR FOUR (file separator)   | роздільник даних № 4 (роздільник файлів)        | ^\        |                         | |
| 29            | 1D                 | INFORMATION SEPARATOR THREE (group separator) | роздільник даних № 3 (роздільник груп)          | ^]        |                         | |
| 30            | 1E                 | INFORMATION SEPARATOR TWO (record separator)  | роздільник даних № 2 (роздільник записів)       | ^^        |                         | Вочевидь, призначався для поділу записів в базах даних, але практично ніколи ніде не використовується для цього |
| 31            | 1F                 | INFORMATION SEPARATOR ONE (unit separator)    | роздільник даних № 1 (роздільник полів)         | ^_        |                         | Вочевидь, призначався для поділу полів у базах даних, але практично ніколи не використовується для цього |
| 127           | 7F                 | DELETE                                        | видалення                                       | ^?        |                         | Призначений для забивання помилково пробитих символів на семидоріжкових перфострічках (оскільки позначається пробиттям дірочок у всіх доріжках). За змістом еквівалентний порожньому символу (\0). На терміналах може генеруватися натисканням або кнопки Backspace, або кнопки Delete.                                                    |

## Керувальні символи ISO 8859
| Номер | Назва                                   | Призначення                                                                                             |
| ----- | --------------------------------------- | --- |
| 80    | PADDING CHARACTER                       | Символ-заповнювач                                                                                       |
| 81    | HIGH OCTET PRESET                       | ??? |
| 82    | BREAK PERMITTED HERE                    | Тут дозволено розрив рядка                                                                              |
| 83    | NO BREAK HERE                           | Тут не дозволено розрив рядка                                                                           |
| 84    | INDEX                                   | ??? |
| 85    | NEXT LINE                               | Переводить на наступний рядок і одночасно повертає позицію каретки до початку рядка (еквівалентно \r\n) |
| 86    | START OF SELECTED AREA                  | Початок виділеної ділянки                                                                               |
| 87    | END OF SELECTED AREA                    | Кінець виділеної ділянки                                                                                |
| 88    | CHARACTER TABULATION SET                | Встановлення позицій горизонтальної табуляції                                                           |
| 89    | CHARACTER TABULATION WITH JUSTIFICATION | Встановлення позицій і вирівнювання горизонтальної табуляції                                            |
| 8A    | LINE TABULATION SET                     | Установка позицій вертикальної табуляції                                                                |
| 8B    | PARTIAL LINE FORWARD                    | Часткове перенесення рядка вперед                                                                       |
| 8C    | PARTIAL LINE BACKWARD                   | Часткове перенесення рядка назад                                                                        |
| 8D    | REVERSE LINE FEED                       | Зворотне перенесення рядка                                                                              |
| 8E    | SINGLE SHIFT TWO                        | друге значення для наступного символу                                                                   |
| 8F    | SINGLE SHIFT THREE                      | третє значення для наступного символу                                                                   |
| 90    | DEVICE CONTROL STRING                   | Рядок керування пристроєм                                                                               |
| 91    | PRIVATE USE ONE                         | Користувацький символ № 1                                                                               |
| 92    | PRIVATE USE TWO                         | Користувацький символ № 2                                                                               |
| 93    | SET TRANSMIT STATE                      | Установка режиму передачі                                                                               |
| 94    | CANCEL CHARACTER                        | Символ скасування                                                                                       |
| 95    | MESSAGE WAITING                         | Є повідомлення                                                                                          |
| 96    | START OF GUARDED AREA                   | Початок захищеної ділянки                                                                               |
| 97    | END OF GUARDED AREA                     | Кінець захищеної ділянки                                                                                |
| 98    | START OF STRING                         | Початок рядка                                                                                           |
| 99    | SINGLE GRAPHIC CHARACTER INTRODUCER     | Наступний символ інтерпретується як спеціальний графічний                                               |
| 9A    | SINGLE CHARACTER INTRODUCER             | Наступний символ інтерпретується як керувальний                                                         |
| 9B    | CONTROL SEQUENCE INTRODUCER             | Початок керувальної послідовності. Звичайно цей символ є еквівалентним Escape+[                         |
| 9C    | STRING TERMINATOR                       | Закінчення рядка                                                                                        |
| 9D    | OPERATING SYSTEM COMMAND                | Команда операційної системи                                                                             |
| 9E    | PRIVACY MESSAGE                         | Секретне повідомлення                                                                                   |
| 9F    | APPLICATION PROGRAM COMMAND             | Команда прикладної програми                                                                             |

## Керувальні символи Unicode
| Номер         | Назва                                       | Призначення |
| ------------- | ------------------------------------------- | --- |
| 034F          | COMBINING GRAPHEME JOINER                   | Об'єднати символи, що стоять ліворуч і праворуч (створити лігатуру) |
| 200B          | ZERO-WIDTH SPACE                            | Пропуск нульової ширини. При вирівнюванні по ширині може розширюватися |
| 200C          | ZERO WIDTH NON-JOINER                       | Забороняє утворення лігатур |
| 200D          | ZERO WIDTH JOINER                           | Дозволяє утворення лігатур |
| 200E          | LEFT-TO-RIGHT MARK                          | Писати зліва направо |
| 200F          | RIGHT-TO-LEFT MARK                          | Писати справа наліво |
| 2028          | LINE SEPARATOR                              | Роздільник рядків. Розділяє рядки тексту, але не абзаци |
| 2029          | PARAGRAPH SEPARATOR                         | Роздільник абзаців. Розділяє абзаци тексту |
| 202A          | LEFT-TO-RIGHT EMBEDDING                     | Початок тексту, написаного зліва направо, який знаходиться усередині тексту, написаного справа наліво |
| 202B          | RIGHT-TO-LEFT EMBEDDING                     | Початок тексту, написаного справа наліво, який знаходиться усередині тексту, написаного зліва направо |
| 202C          | POP DIRECTIONAL FORMATTING                  | Кінець вставленого тексту з іншим напрямком |
| 202D          | LEFT-TO-RIGHT OVERRIDE                      | |
| 202E          | RIGHT-TO-LEFT OVERRIDE                      | |
| 2060          | WORD JOINER                                 | З'єднувач слів |
| FE01 … FE0F   | VARIATION SELECTOR -1…-16                   | Вибір варіанта накреслення № 1 … № 16 |
| FEFF          | ZERO WIDTH NO-BREAK SPACE / BYTE ORDER MARK | Нерозривний пропуск нульової ширини / індикатор порядку байтів. Цей символ використовується для вказівки на те, що даний файл записаний в UTF-16 або UTF-32 з певним порядком байтів (оскільки символу FFFE немає, а в UTF-8 байти FE й FF не використаються). Використання цього символу як нерозривний пропуск нульової ширини не рекомендується; для цього є символ U+2060 (word joiner). |
| FFFD          | REPLACEMENT CHARACTER                       | Символ заміни. Використовується, коли значення символу невідоме або не може бути виражене в стандарті Unicode (див. також символ 1A) |
| E0100 … E01EF | VARIATION SELECTOR-17 … −256                | Вибір варіанту шрифта № 17 … № 256 |